# Елизавета де Бург
Елизавета де Бург (англ. Elizabeth de Burgh; прибл. 1284 — 27 октября 1327) — вторая супруга короля Роберта I Шотландского.

## Биография
Она родилась в Данфермлине, графство Файф, будучи дочерью могущественного Ричарда де Бурга, 2-го графа Ольстера, и его жены Маргариты де Бург (умерла в 1304 году). Её отец был близким другом Эдуарда I Английского.
Елизавета, возможно, повстречала Роберта Брюса при английском дворе, и они поженились в 1302 году во Вриттли, неподалёку от Челмсфорда, графство Эссекс. Роберт и Елизавета были коронованы в Скуне 27 марта 1306 года. Их коронация происходила в условиях непрекращающихся попыток Англии навязать свой сюзеренитет.
После поражения шотландцев в битве при Метвене, 19 июня 1306 года, король отправил Елизавету, вместе с её фрейлинами и принцессой Марджори, в замок Килдрумми, под защиту своего брата Найджела. Не чувствуя себя в безопасности за стенами находившегося под угрозой осады замка, королева и принцесса укрылись в храме святого Дутака, что находился в графстве Росс. Там они были преданы Уильямом II, графом Росса, который ворвавшись в храм, пленил женщин и сопровождавших их рыцарей. Рыцари были немедленно преданы смерти, а дамы отправлены в Англию, где в различных замках и тюрьмах они провели около восьми лет.
С октября 1306 по июль 1308 годов Елизавета находилась в Бурсвике, Йоркшир, а затем перевезена в аббатство Бишем, Беркшир, где оставалась до марта 1312 года. Оттуда она была переведена в Виндзорский замок, где находилась до октября 1312 года. Затем в аббатстве Шафтсбери, Дорсет, до марта 1313 года, аббатстве Баркинг, Эссекс, до марта 1314 года, и замке Рочестер, Кент, до июня того же года. После битвы при Баннокберне её перевезли в Йорк, когда стали вестись переговоры об обмене именитых пленников. В Йорке она встречалась с королём Эдуардом II Английским. В конце концов, в ноябре 1314 года, непосредственно перед её возвращением в Шотландию, она была перевезена в Карлайл.
Она не одобряла мятежа своего мужа и отзывалась о нём и его сторонниках, как о «детях, играющих в королей и королев».
Елизавета родила двух сыновей и двух дочерей: Джона, Матильду, Маргарет и Давида (будущего короля Давида II Шотландского). Она умерла 27 октября 1327 года в замке Каллен, Банффшир, и была похоронена в Данфермлинском аббатстве. Её муж скончался спустя двадцать месяцев.